# Germigny-l’Exempt
Germigny-l’Exempt – miejscowość i gmina we Francji, w Regionie Centralnym, w departamencie Cher.
Według danych na rok 1990 gminę zamieszkiwały 362 osoby, a gęstość zaludnienia wynosiła 13 osób/km² (wśród 1842 gmin Regionu Centralnego Germigny-l’Exempt plasuje się na 787. miejscu pod względem liczby ludności, natomiast pod względem powierzchni na miejscu 394.).